# Svar við bréfi Helgu
Svar við bréfi Helgu (internationaler englischsprachiger Titel A Letter from Helga) ist ein Filmdrama von Ása Helga Hjörleifsdóttir. Der Liebesfilm basiert auf einem gleichnamigen Roman von Bergsveinn Birgisson, kam im September 2022 in die isländischen Kinos und feierte am 17. Januar 2023 beim Tromsø International Film Festival seine internationale Premiere.

## Handlung
Der junge Bauer Bjarni lebt in den 1940er Jahren in den Westfjorden Islands. Haus und Hof in diesem kleinen Paradies sind bereits seit neun Generationen im Besitz seiner Familie. In Unnur hat er eine fleißige Ehefrau gefunden.
Und dann ist da noch Helga, die zweifache Mutter auf dem Nachbarhof. Helga ist intelligent, und die Arbeit auf dem Land ist eigentlich nicht das Richtige für sie. Sie fühlt sich in der Ehe mit ihrem Mann gefangen, der ihr nie ebenbürtig war. Bjarni und Helga teilen die Liebe zur Literatur und schon bald verbreitet sich das Gerücht, dass die beiden eine Affäre haben, was eigentlich nicht stimmt. Doch von diesem Gerücht getrieben, verlieben sie sich ineinander. Als Helga schwanger wird und Bjarni bittet, mit ihr nach Reykjavík zu ziehen, bleibt dieser bei seiner Frau.
Jahrzehnte später wird Bjarni von der Vergangenheit eingeholt.

## Produktion

### Literarische Vorlage und Filmstab
Der Film basiert auf dem Roman Svar på Helgas brev von Bergsveinn Birgisson. Anfang 2022 erschien dieser unter dem Titel Antwort auf den Brief von Helga in einer Neuübersetzung von Eleonore Gudmundsson im Residenz-Verlag. Sein dritter Roman, eine in Briefform verfasste Liebesgeschichte, ist aus der Sicht von dem isländischen Bauern Bjarni Gíslason erzählt.
Regie führte Ása Helga Hjörleifsdóttir, die gemeinsam mit Ottó Geir Borg und Bergsveinn Birgisson auch dessen Roman für den Film adaptierte.

### Besetzung und Dreharbeiten

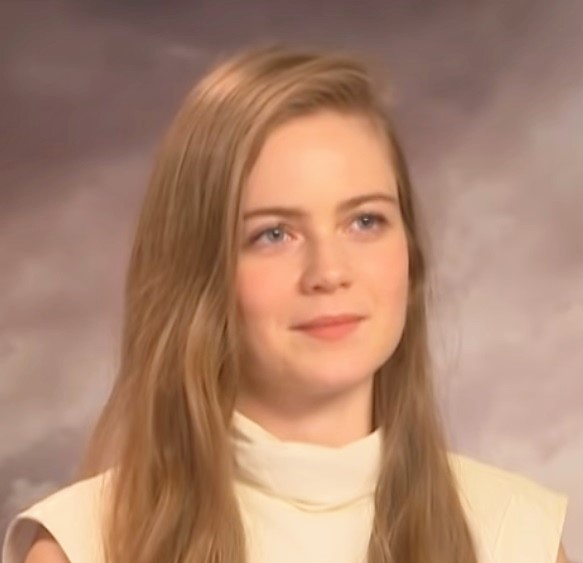
Hera Hilmar spielt in der Titelrolle Helga

Thorvaldur Kristjansson spielt Bjarni. Er wurde zu einem der European Shooting Stars 2023 bestimmt und war in Geisterfjord und Dracula Untold zu sehen. Die isländische Musikerin und Schauspielerin Anita Briem, die Unnur spielt, ist vor allem durch den Film The Nun international bekannt geworden. Hera Hilmar, die in einer Verfilmung des Steampunk-Romans Mortal Engines zu sehen war, spielt Helga.
Als Kameramann fungierte der Niederländer Jasper Wolf, der zuvor für das Filmdrama Monos – Zwischen Himmel und Hölle von Alexis Dos Santos und Alejandro Landes, den Coming-of-Age-Film Paradise Drifters von Mees Peijnenburg und Halina Reijns Horrorkomödie Bodies Bodies Bodies tätig war. Auch bei der Filmbiografie Golda – Israels Eiserne Lady von Guy Nattiv, die im Februar 2023 im Rahmen der Internationalen Filmfestspiele in Berlin ihre Premiere feierte, war er als Kameramann tätig.

### Filmmusik und Veröffentlichung
Die Filmmusik komponierte Kristín Anna Valtýsdóttir.
Der Film kam Anfang September 2022 in die isländischen Kinos und feierte am 17. Januar 2023 beim Tromsø International Film Festival seine internationale Premiere. Anfang Februar 2023 wurde er beim Göteborg International Film Festival gezeigt und hiernach beim Santa Barbara International Film Festival. Im März 2023 erfolgten Vorstellungen beim Glasgow Film Festival.  Im Mai 2023 wurde er beim Seattle International Film Festival gezeigt. Im Oktober 2023 wurde er beim San Diego International Film Festival vorgestellt.

## Auszeichnungen
Edda 2023
- Auszeichnung als Bester Nebendarsteller (Björn Thors)
- Auszeichnung als Beste Nebendarstellerin (Anita Briem)[6]

San Diego International Film Festival 2023
- Nominierung im Narrative Competition[5]